# Dwarakanath Tagore
Dwarkanath Tagore (também grafado Dwarakanath Thakur; 1794–1846), popularmente conhecido como Príncipe Dwarkanath Tagore, foi um dos primeiros industrialistas indianos a fazer parceria com os britânicos. Era filho de Rammoni Tagore, e foi dado em adoção ao irmão mais velho de Rammoni, Ramlochan Tagore. Foi herdeiro da família Tagore de Calcutá, pai de Debendranath Tagore e avô de Rabindranath Tagore.

## Ancestralidade
Dwarakanath Tagore era descendente de brâmanes da divisão Kushari. Eram chamados Pirali Brahmin - a palavra "Pirali" vem de Pir Ali, um convertido ao islã que supostamente jantou com e converteu dois ancestrais Tagore. Seus parentes, ainda hindus, foram manchados por associação e receberam o nome "Pirali Brahmin".
O bisavô de Dwarakanath, Jairam Tagore, fez uma grande fortuna como comerciante e como Dewan do governo francês em Chandannagar. Mudou-se de Gobindapur para Pathuriaghata, quando os britânicos construíram o novo Forte William em meados do século XVIII. Seu filho mais velho, Nilmoni Tagore (n.1721 - m.1791), com sua esposa Lalita Devi e filhos, estabeleceu-se em Jorasanko depois de deixar a casa ancestral em Pathuriaghata após uma briga com seu irmão mais novo Darpanarayan Tagore. Nilmoni Tagore construiu o Jorasanko Thakur Bari onde a ramificação Jorasanko da família habitava, enquanto os descendentes de Darpanarayan Tagore pertenciam à ramificação Pathuriaghata Tagore.

## Infância
O neto de Nilmoni, Dwarakanath Tagore, nasceu em 1794 de Rammoni Tagore e sua esposa Menaka Devi. Logo após o nascimento, foi dado em adoção ao irmão mais velho de Rammoni, Ramlochan (n.1759 - m.1807), um homem rico de sua época e patrono da música. Menaka Devi era irmã mais nova da mãe adotiva de Dwarakanath, Aloka Sundari Devi.
Dwarakanath estudou na escola de ensino médio inglês do Sr. Sherbourne. Em 1807, Ramlochan morreu deixando uma herança considerável em fideicomisso para Dwarakanath, que então era menor de idade aos 13 anos. Esta propriedade consistia no zamindari Berhampore, propriedades em Orissa e posses urbanas em Calcutá. Dwarakanath deixou a escola em 1810 aos 16 anos e tornou-se aprendiz do renomado advogado Robert Cutlar Fergusson e viajou entre Calcutá e suas propriedades em Behrampore e Cuttack.

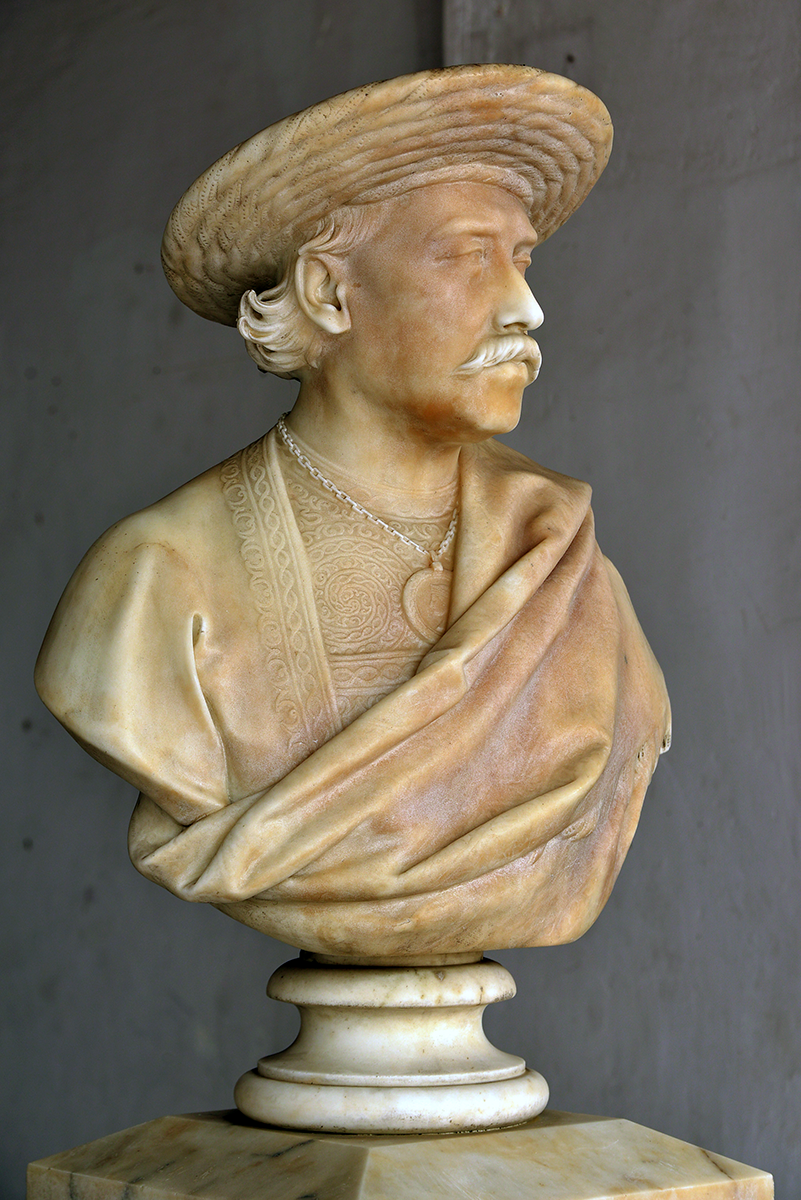
Busto de Dwarkanath Tagore na Biblioteca Nacional da Índia.

## Casamento
Aos 17 anos, Dwarakanath casou-se com Digambari Devi, de 9 anos, filha de um zamindar de perto de Jessore, em 1811. Tiveram 4 filhos e 1 filha - dos quais 3 sobreviveram - Debendranath Tagore (n.1817), Girindranath Tagore (n.1820 - m.1854) e Nagendranath Tagore (n.1829 - m.1858). Como Dwarakanath começou a levar um estilo de vida extravagante, sua vida matrimonial com sua esposa hindu ortodoxa ficou tensa. Ela consultou brâmanes hindus sobre seu comportamento e finalmente decidiu parar de interagir com o marido. Sempre que tinha que falar com ele sobre assuntos domésticos, costumava tomar banho na água sagrada do Ganges. Continuou desta forma por algum tempo. No entanto, após tomar tal banho numa noite fria de inverno, Digambari pegou febre e morreu em 1839 aos 37 anos.

## Vida empresarial

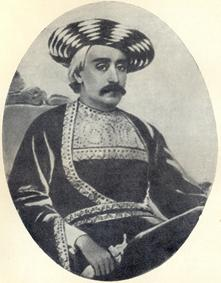
Retrato de Dwarakanath Thakur, c. 1907.

Tagore era um brâmane bengali educado no ocidente e líder cívico de Calcutá que desempenhou um papel pioneiro no estabelecimento de uma série de empreendimentos comerciais—empresas bancárias, de seguros e navegação—em parceria com comerciantes britânicos. Em 1828, tornou-se o primeiro diretor de banco indiano. Em 1829, fundou o Union Bank em Calcutá. Ajudou a fundar a primeira agência administrativa anglo-indiana (organizações industriais que administravam fábricas de juta, minas de carvão, plantações de chá, etc.,) Carr, Tagore and Company. (Anteriormente, Rustomjee Cowasjee, um pársi em Calcutá, havia formado uma empresa inter-racial, mas no início do século XIX os pársis eram classificados como uma comunidade do Oriente Próximo em oposição ao Sul da Ásia.)
A empresa de Tagore administrava grandes propriedades zamindari espalhadas pelos atuais estados de Bengala Ocidental e Odisha na Índia, e em Bangladesh, e detinha participações em novos empreendimentos que exploravam os ricos veios de carvão de Bengala, operando serviços de reboque entre Calcutá e a foz do rio Hooghly, e cultivando chá em Assam.
Carr, Tagore and Company também estava envolvida no envio de ópio para a China.

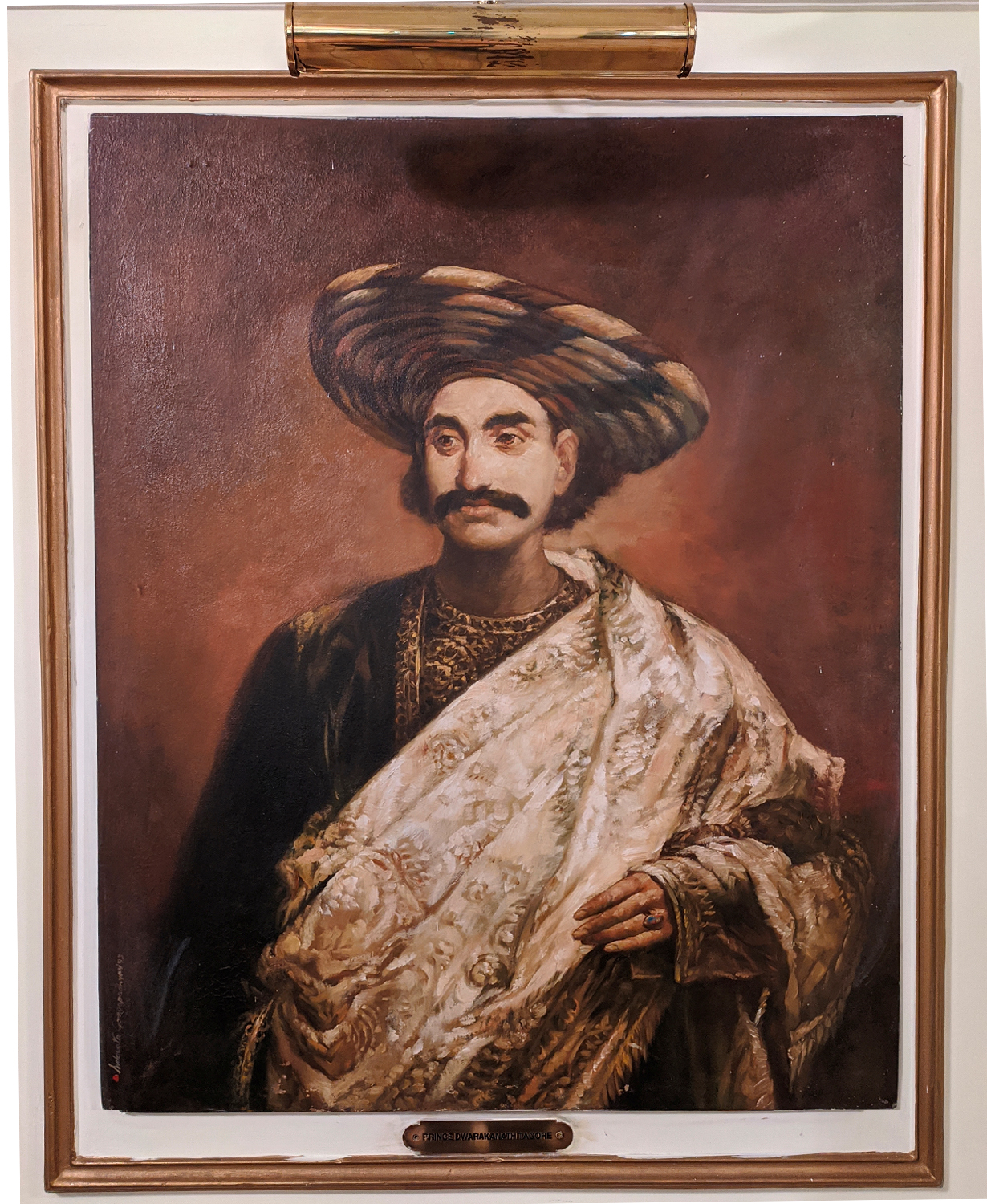
Retrato de Dwarakanath Tagore no The Bengal Club

Em 1832, Tagore comprou uma mina de carvão em Raniganj, a mais antiga, maior e mais rica mina de carvão da Índia. Eventualmente tornou-se a Bengal Coal Company.

## Morte

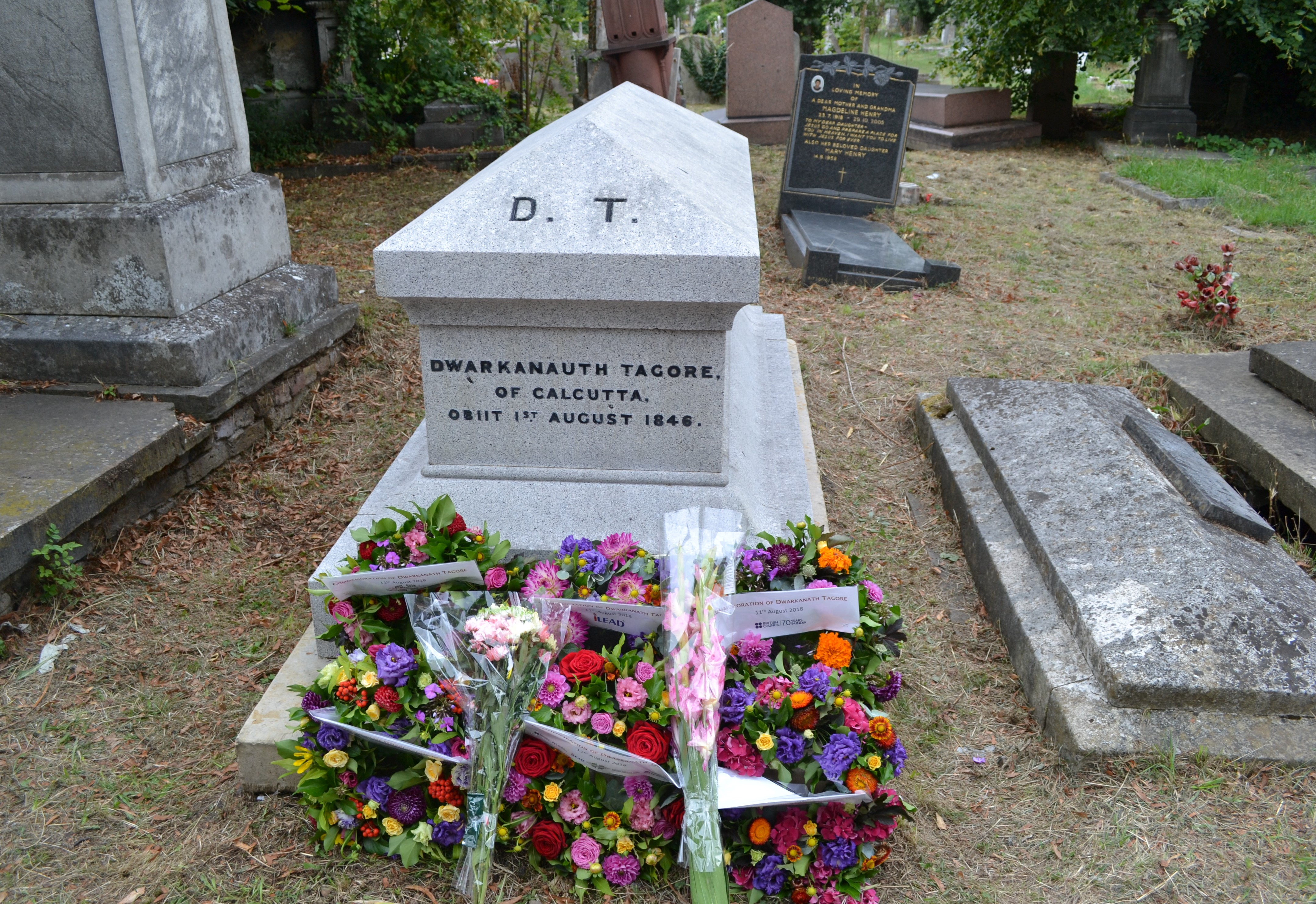
Monumento de Dwarkanath Tagore no Cemitério Kensal Green, Londres.

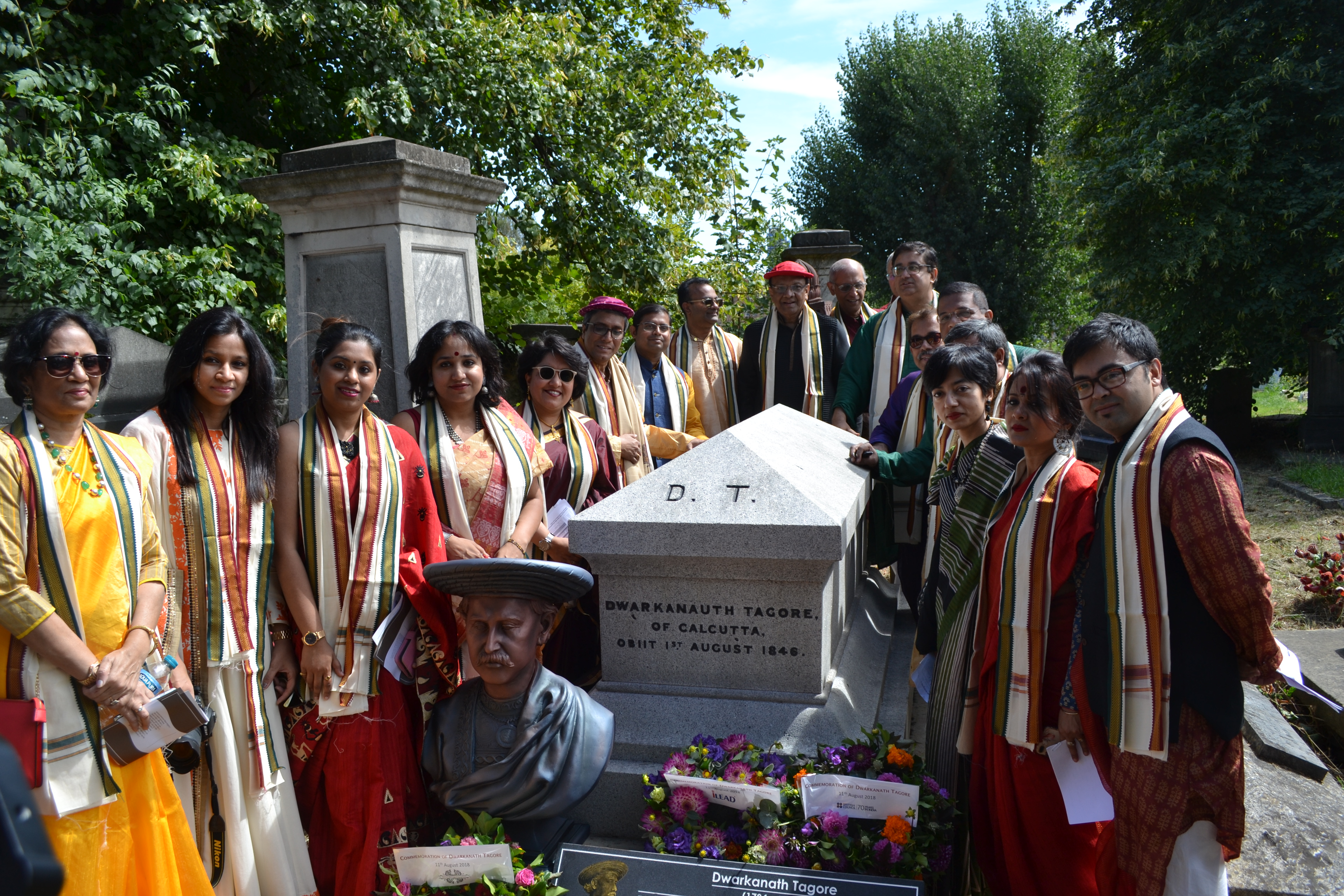
Uma comemoração a Dwarkanath Tagore no Cemitério Kensal Green em 11 de agosto de 2018 foi organizada pela Bengal Heritage Foundation.

Dwarakanath Tagore morreu "no auge de sua fortuna" na noite de 1 de agosto de 1846 no St. George's Hotel em Londres.
Em seu obituário, o jornal The London Mail de 7 de agosto escreveu:

Descendente da mais alta casta brâmane da Índia, sua família pode provar uma longa e indubitável linhagem. Mas não é por conta desta nobreza que agora revisamos sua vida, mas em bases muito melhores. Por mais talentoso que fosse, suas reivindicações repousam em um pedestal mais alto – ele foi o benfeitor de seu país... Eles testemunharam seus méritos no encorajamento de todo empreendimento público e privado que pudesse beneficiar a Índia.